# Sternwarte (Krakau)

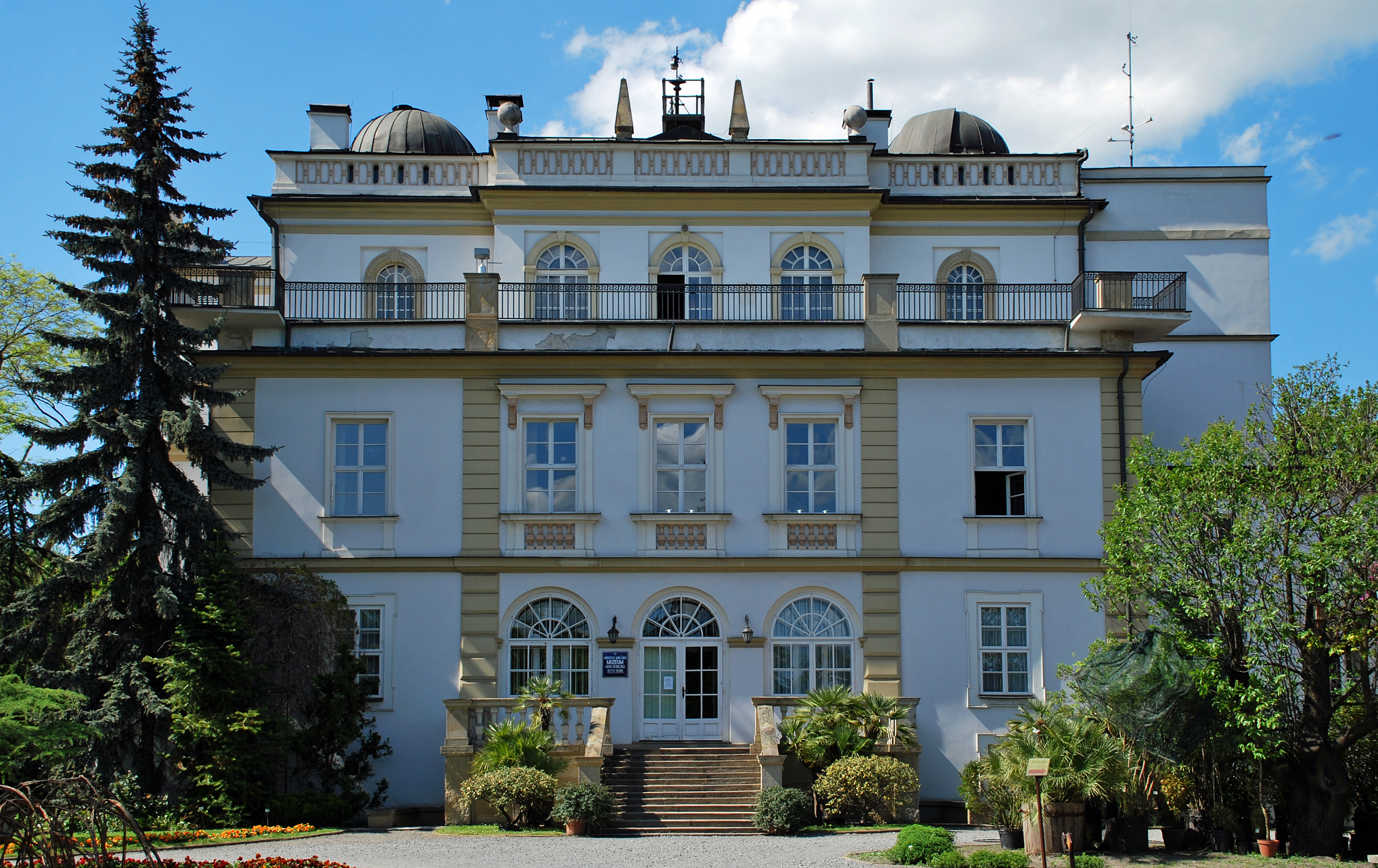
Collegium Śniadeckiego

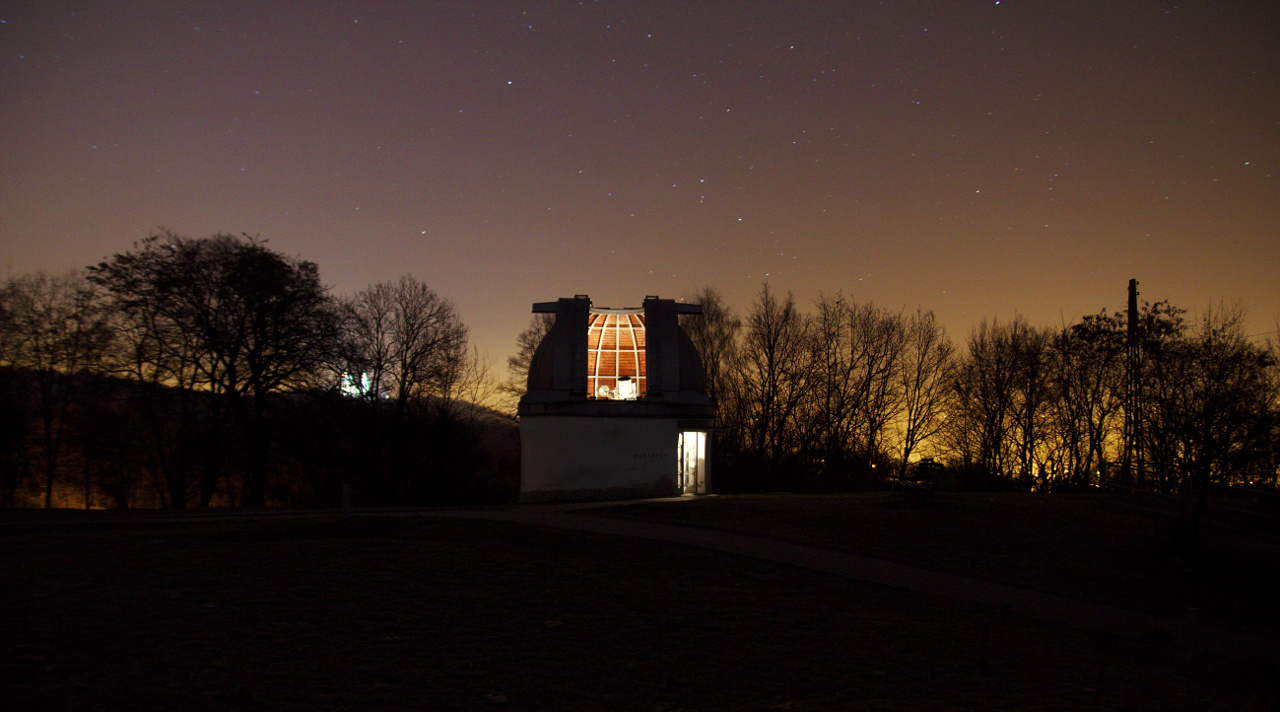
Sternenhimmel über der Sternwarte

Die Nikolaus-Kopernikus-Sternwarte der Jagiellonen-Universität (poln. Obserwatorium Astronomiczne im. Mikołaja Kopernika Uniwersytetu Jagiellońskiego) in Krakau ist eine Sternwarte an der ul. Orla 171 am Wolski-Wald im Stadtteil Zakamycze (Wola Justowska). Sie befindet sich im Fort 38 Skała der Festung Krakau. 

## Geschichte
Die Sternwarte entstand 1792 und befand sich zunächst im Collegium Śniadeckiego an der ul. Mikołaja Kopernika 27 in der Krakauer Innenstadt, Stadtteil Wesoła. Bereits in den 1920er Jahren wurde auf dem Fort 38 Skała eine Sternwarte eingerichtet, diese jedoch 1944 von den deutschen Besatzern niedergebrannt. Die neue Sternwarte im Fort 38 Skała wurde seit 1953 betrieben.